# Cardiff University
Cardiff University (walisisk: Prifysgol Caerdydd) er et offentlig forskningsuniveristet i Cardiff, Wales. Det blev etableret i 1883 som University College of South Wales and Monmouthshire og blev det grundlæggende college på University of Wales i 1893. Det blev omdøbt til University College, Cardiff i 1972 og blev slået sammen med University of Wales Institute of Science and Technology i 1988 og blev til University of Wales College, Cardiff og herefter University of Wales, Cardiff i 1996. I 1997 fik det lov til at give universitetsgrader, men afhold sig fra det. I tog det almene navn Cardiff University i 1999; i 2005 blev dette det officielle navn, samtidig med at det fik et uafhængigt universitet.
Universitetets bygninger er cenreret omkring Cathays Park i det centrale Cardiff, men medicinstudiet ligger primært på University Hospital of Wales.
Cardiff University er det eneste walisiske universitet, der er medlem af Russell Group for forskningsfokuserede britiske universiteter.
Forskere og alumni fra universitetet inkluderer fire stats- eller regeringsoverhoveder og to nobelprismodtagere (Sir Martin Evans og Robert Huber.). I 2023 inkluderede universitets ansatte 17 fellows af Royal Society, 11 fellows i Royal Academy of Engineering, 7 fellows i British Academy, 21 fellows i Academy of Medical Sciences og 32 fellows i Academy of Social Sciences.